# District de Bilaspur
Le district de Bilaspur (hindi : बिलासपुर  जिला) est un district  de l'état du Chhattisgarh en Inde.

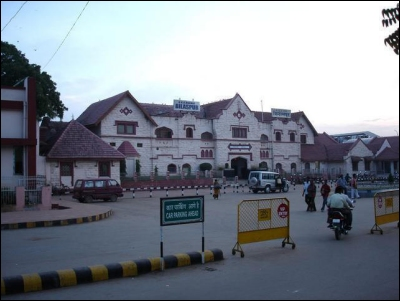
Ville de Bilaspur.

## Description
Au recensement de 2011, sa population compte 2 663 629 habitants pour une superficie de 8 272 km2.
Son chef-lieu est la ville de Bilaspur. 